# Zsuzsa Almássy
Zsuzsa Almássy (Budapeste, 8 de outubro de 1950) é uma ex-patinadora artística húngara, que competiu no individual feminino. Ela foi medalhista de bronze no Campeonato Mundial de 1969, conquistou três medalhas em campeonatos europeus e foi seis vezes campeã húngara. Almássy disputou os Jogos Olímpicos de Inverno de 1964, 1968 e 1972, tendo seu melhor resultado a quinta posição em sua última participação olímpica em 1972.

## Principais resultados
| Resultados                                            | Resultados       | Resultados      | Resultados       | Resultados       | Resultados        | Resultados      | Resultados        | Resultados        | Resultados       | Resultados    | Resultados    | Resultados    |
| Internacional                                         | Internacional    | Internacional   | Internacional    | Internacional    | Internacional     | Internacional   | Internacional     | Internacional     | Internacional    | Internacional | Internacional | Internacional |
| Evento/Temporada                                      | 1962– 1963       | 1963– 1964      | 1964– 1965       | 1965– 1966       | 1966– 1967        | 1967– 1968      | 1968– 1969        | 1969– 1970        | 1970– 1971       | 1971– 1972    |               |               |
| ----------------------------------------------------- | ---------------- | --------------- | ---------------- | ---------------- | ----------------- | --------------- | ----------------- | ----------------- | ---------------- | ------------- | ------------- | ------------- |
| Jogos Olímpicos                                       |                  | 17.ª            |                  |                  |                   | 6.ª             |                   |                   |                  | 5.ª           |               |               |
| Campeonato Mundial                                    |                  | 18.ª            |                  | 7.ª              |                   | 8.ª             | Medalha de bronze | 5.ª               | 7.ª              | 4.ª           |               |               |
| Campeonato Europeu                                    |                  | 11.ª            |                  | 6.ª              | Medalha de bronze | 4.ª             | 4.ª               | Medalha de bronze | Medalha de prata | 4.ª           |               |               |
| Prize of Moscow News                                  |                  |                 |                  |                  |                   | Medalha de ouro |                   |                   |                  |               |               |               |
| Richmond Trophy                                       |                  |                 |                  | Medalha de prata | Medalha de ouro   |                 |                   |                   |                  |               |               |               |
| Nacional                                              |                  |                 |                  |                  |                   |                 |                   |                   |                  |               |               |               |
| Campeonato Húngaro                                    | Medalha de prata | Medalha de ouro | Medalha de prata | Medalha de ouro  | Medalha de ouro   | Medalha de ouro | Medalha de ouro   | Medalha de ouro   |                  |               |               |               |
|                                                       |                  |                 |                  |                  |                   |                 |                   |                   |                  |               |               |               |
| Legenda: Competição não foi disputada nesta temporada |                  |                 |                  |                  |                   |                 |                   |                   |                  |               |               |               |